# Les ordres
Les ordres (Les ordres) è un film del 1974 diretto da Michel Brault.

## Collegamenti esterni

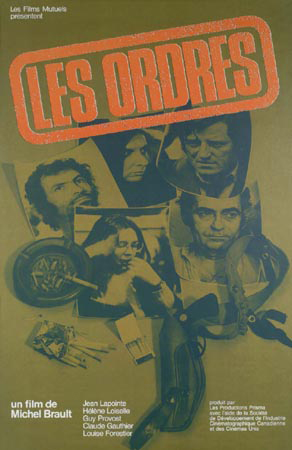
La locandina del film